# Xenija Zadorinová
Xenija Ivanovna Zadorinová (rusky: Ксения Ивановна Задорина – Ksenija Ivanovna Zadorina; * 2. března 1987 Moskva, Sovětský svaz) je ruská atletka, sprinterka, jejíž specializací je běh na 400 metrů. Jejím největším individuálním úspěchem je zisk stříbrné medaile na evropském šampionátu v Helsinkách v roce 2012 a bronzová medaile, kterou vybojovala na halovém ME 2011 v Paříži.

## Sportovní kariéra

### 2005 – 2010
Jeden z prvních úspěchů na mezinárodní scéně zaznamenala v roce 2005 na juniorském mistrovství Evropy v litevském Kaunasu. V indiviuálním závodě na 400 metrů získala stříbrnou medaili, ve štafetě na 4 × 400 metrů vybojovala zlato. O rok později na MS juniorů v Pekingu doběhla ve finále běhu na 400 metrů těsně pod stupni vítězů, na 4. místě. V roce 2007 uspěla na evropském šampionátu do 23 let v Debrecínu, kde vybojovala dva cenné kovy, bronz (400 m) a zlato (4 × 400 m). V témže roce reprezentovala také na světové letní univerziádě v Bangkoku, kde vybojovala další dvě medaile (bronz – 400 m, stříbro – štafeta 4 × 400 m).
V roce 2009 se podruhé účastnila Mistrovství Evropy do 23 let. Na Stadionu sv. Dariuse a Girenase v Kaunasu získala stříbrnou medaili na hladké čtvrtce a společně s Annou Sedovovou, Xenijí Vdovinou a Xenijí Ustalovovou vybojovala zlato ve štafetovém běhu na 4 × 400 metrů. Na ME v atletice 2010 v Barceloně pomohla ruské štafetě k postupu do finále. Rozběhu se zúčastnila dále Natalja Nazarovová, Antonina Krivošapková a Xenija Ustalovová. Ve finále Rusky, za které nastoupila místo Nazarovové Anastasija Kapačinská a místo Zadorinové Taťjana Firovová, zvítězily o více než dvě sekundy před kvartetem z Německa.

### 2011 – 2013
Na halovém ME 2011 v Paříži postoupila do finále běhu na 400 metrů, kde časem 52,03 s vybojovala bronzovou medaili. Stříbro získala její krajanka Olesja Krasnomovecová (51,80 s) a halovou mistryní Evropy se stala česká atletka Denisa Rosolová, jež trať zaběhla v čase 51,73 s. Druhý cenný kov, zlato získala coby členka ruské štafety v závodě na 4 × 400 metrů. Na zlatu se dále podílely Xenija Vdovinová, Jelena Migunovová a Olesja Krasnomovecová.
Na MS v atletice 2011 v jihokorejském Tegu pomohla Ruskám do finále čtvrtkařské štafety. Ve finále, v němž Rusky vybojovaly bronzové medaile však nestartovala. Rusky běžely ve složení Antonina Krivošapková, Natalja Anťuchová, Ludmila Litvinovová a finišmankou byla Anastasija Kapačinská. Rychlejší byly pouze Jamajčanky (stříbro) a Američanky (zlato).
Na evropském šampionátu v Helsinkách v roce 2012 patřila mezi hlavní kandidátky na zisk medaile. V úvodním rozběhu obsadila časem 52,18 s třetí pozici. V semifinále trať zaběhla v sezónním maximu 51,35 s a do finále postoupila z prvního místa. V něm nestačila na Švédku Hjelmerovou, jež časem 51,13 s vylepšila národní rekord a stala se mistryní Evropy. Zadorinová cílem proběhla o 13 setin sekundy později a brala stříbro. Bronz vybojovala Ilona Usovičová z Běloruska.

### Osobní rekordy
- 400 m (hala) – 51,38 s – 17. února 2011, Moskva
- 400 m (dráha) – 50,56 s – 15. června 2013, Jerino